# Michael Green (pittore)
Michael John William Green (Nyasaland, 7 agosto 1929 – Molini di Triora, 1º ottobre 2022) è stato un pittore e scultore britannico.
Cominciò la sua carriera nel teatro per poi passare alla pittura a 36 anni. Avendo dimostrato fin dai primi anni un talento naturale per la pittura e il disegno, imparò da autodidatta.
Visse ufficialmente a Londra, anche se passava molto tempo a Molini di Triora, dove morì.

## Biografia

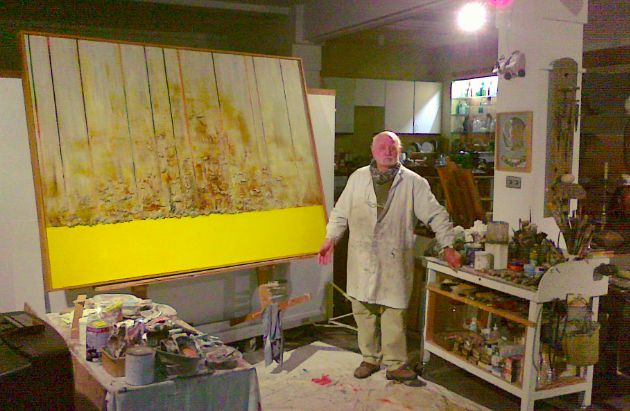
Michael Green con la texture di un olio su tela della serie Yellow Space

Green nasce nel Nyasaland, corrispondente all'attuale Malawi, dove trascorse i suoi primi sette anni. Per permettergli studi migliori, la sua famiglia si trasferì a Londra. All'età di 15 anni gli venne assegnata una borsa di studio dalla Royal Academy of Dramatic Art dove ha lavorò inizialmente nel settore del teatro. A 23 anni si trasferì a New York.
Dopo il lavoro teatrale a Manhattan, trasferì la sua attività nel design decorativo. Solo a 36 si rese conto di aver fatto la scelta sbagliata, decidendo di diventare un pittore professionista, seguendo corsi di perfezionamento sulla teoria del colore presso l'Università di Stato dell'Indiana. Aprì uno studio nello Spratt's Complex, dove inizio le sue prime sculture.
Nel 1986 si trasferì nuovamente a Londra.

## Stile
Dopo aver lavorato nelle arti figurative, decise di dedicarsi alla ricerca di un linguaggio visivo personale che trovò nell'astrattismo. Fu molto influenzato dall'arte di John Sell Cotman e di Richard Diebenkorn.